# Mormo bicolor
Mormo bicolor är en fjärilsart som beskrevs av Edward Alfred Cockayne 1951. Mormo bicolor ingår i släktet Mormo och familjen nattflyn. Inga underarter finns listade i Catalogue of Life.